# الكمال هو عدو الخير

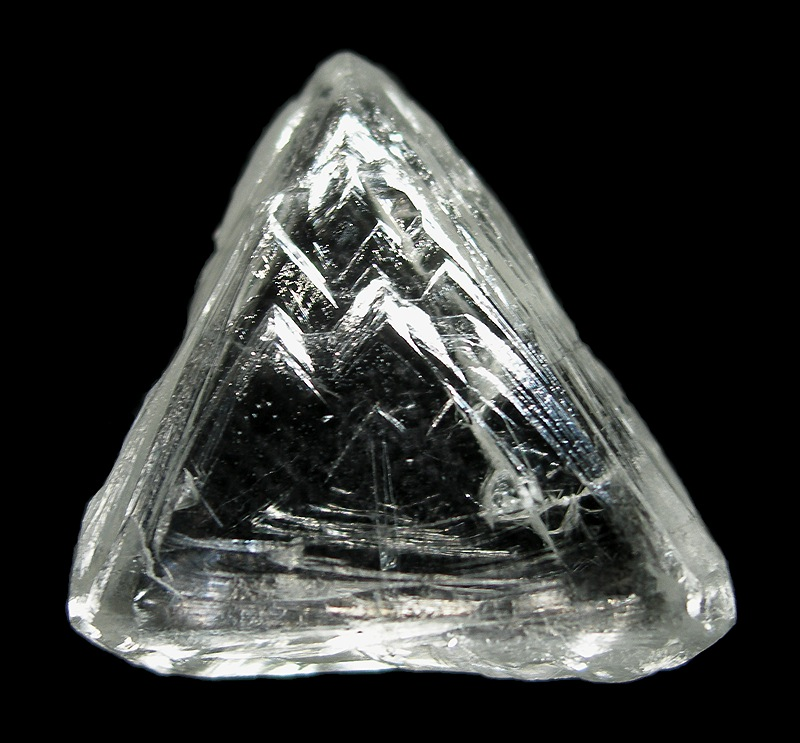
تحتوي هذه البلورة الماسية الطبيعية على عيوب الماس الذي لا تشوبه شائبة، والذي يسمى «باراغون» أي نادر.

الكمال هو عدو الخير (بالإنجليزية: Perfect is the enemy of good)‏هو قول مأثور يعني أن الإصرار على الكمال غالباً ما يمنع تنفيذ التحسينات الجيدة، وهذه المقولة منسوبه إلى الفيلسوف الفرنسي فولتير.
يفسر مبدأ باريتو أو قاعدة 80-20 هذا الأمر عدديًا. على سبيل المثال، عادةً ما يستغرق 20٪ من الوقت الكامل لإكمال 80٪ من المهمة بينما يستغرق إكمال آخر 20٪ من المهمة 80٪ من الجهد.  قد يكون تحقيق الكمال المطلق أمرًا مستحيلًا، وبالتالي، نظرًا لأن زيادة الجهد يؤدي إلى تناقص العوائد، يصبح النشاط الإضافي غير فعال بشكل متزايد.
تتضمن التطبيقات الأكثر حداثة روبرت واتسون وات الذي طرح «الثقافة الناقصة»، والتي صرح بها على أنها «امنحهم المركز الثالث الأفضل للاستمرار فيه؛ ثاني أفضل يأتي بعد فوات الأوان، الأفضل لا يأتي أبدًا.» تأكيد الاقتصادي جورج ستيجلر على أنه «إذا لم تفوتك طائرة، فإنك تقضي الكثير من الوقت في المطار».  وفي مجال تحسين برامج الكمبيوتر، قال دونالد كنوث إن «التحسين المبكر هو أصل كل الشرور». 

## أصل العبارة
في العالم الناطق باللغة الإنجليزية، يُنسب القول المأثور عادة إلى فولتير، الذي اقتبس المثل الإيطالي في كتابه أسئلة سور l'Encyclopédie في عام 1770: " Le meglio è l'inimico del bene ". ظهر لاحقًا في قصيدته الأخلاقية La Bégueule ، والتي تبدأ
سابقًا في عام 1726، في Pensées كتب Montesquieu " Le mieux est le mortel ennemi du bien "(الأفضل هو العدو اللدود للخير). 

## أنظر أيضا
- طلاء الذهب (هندسة البرمجيات)
- إذا لم يتم كسرها ، فلا تقم بإصلاحها
- مغالطة النيرفانا
- إرضاء
- المدينة الفاضلة
- الأسوأ هو الأفضل